# Stigmella purpuratella
Stigmella purpuratella là một loài bướm đêm thuộc họ Nepticulidae. Loài này có ở Pennsylvania.
Sải cánh dài 4.2-4.4 mm.
The immature stages và host plants are unknown.